# Robbe Dhondt
Pour les articles homonymes, voir Dhondt.
Robbe Dhondt, né le 25 juin 2004 à Zottegem, est un coureur cycliste belge. Il est membre de l'équipe Picnic PostNL. 

## Biographie
Né à Zottegem, Robbe Dhondt grandit dans la localité de Grammont. Durant sa jeunesse, il pratique d'abord l'athlétisme aux côtés de son frère. Une blessure à la cheville freine toutefois sa progression. Il passe ensuite au triathlon. Après plusieurs années passées dans cette discipline, il décide d'abandonner la course à pied et la natation pour privilégier le cyclisme, qu'il apprécie davantage,. Dans un premier temps, il se consacre au VTT et au cyclo-cross. Il finit toutefois par basculer vers les courses sur route. 
Chez les juniors, il montre ses qualités de grimpeur lors de la saison 2021 en finissant treizième du Tour du Valromey et du Saarland Trofeo. En 2022, il se classe huitième de la Gipuzkoa Klasika, avec une victoire sur la seconde étape. Il prend également la huitième place du Tour du Pays de Vaud, avec la sélection nationale belge. La même année, il termine troisième de la dernière étape du Tour du Valromey. Il représente par ailleurs son pays aux championnats d'Europe juniors, où il se classe quatrième de l'épreuve en ligne.
Grâce à ses performances, il intègre la réserve de l'équipe DSM en 2023. Ses débuts espoirs sont cependant perturbés par une blessure au genou. Il reprend néanmoins la compétition de manière plus régulière en 2024. Au milieu des professionnels, il se classe douzième d'une étape du Tour des Alpes, tout en étant équipier pour son leader Romain Bardet,. Il obtient également de bons résultats sur l'Alpes Isère Tour en terminant troisième d'une étape et douzième du classement général. 
En 2025, il intègre officiellement l'effectif World Tour de la Team Picnic PostNL. Son premier contrat professionnel s'étend sur trois saisons. Il effectue sa reprise au mois de février sur la Muscat Classic, en Oman.

## Palmarès

### Par année
- 2022
  - 2e étape de la Gipuzkoa Klasika
  - 4e du championnat d'Europe sur route juniors

### Classements mondiaux
| Année                                 | 2024  |
| ------------------------------------- | ----- |
| Classement mondial                    | 2694e |
| UCI Europe Tour                       | 1576e |
|                                       |       |
| Légende : nc = non classéSource : UCI |       |